# Къмбърланд (окръг, Тенеси)
Вижте пояснителната страница за други значения на Къмбърланд.
Окръг Къмбърланд (на английски: Cumberland County) е окръг в щата Тенеси, Съединени американски щати. Площта му е 1774 km², а населението – 46 802 души (2000). Административен център е град Кросвил.